# سباق التسلح البحري العثماني اليوناني

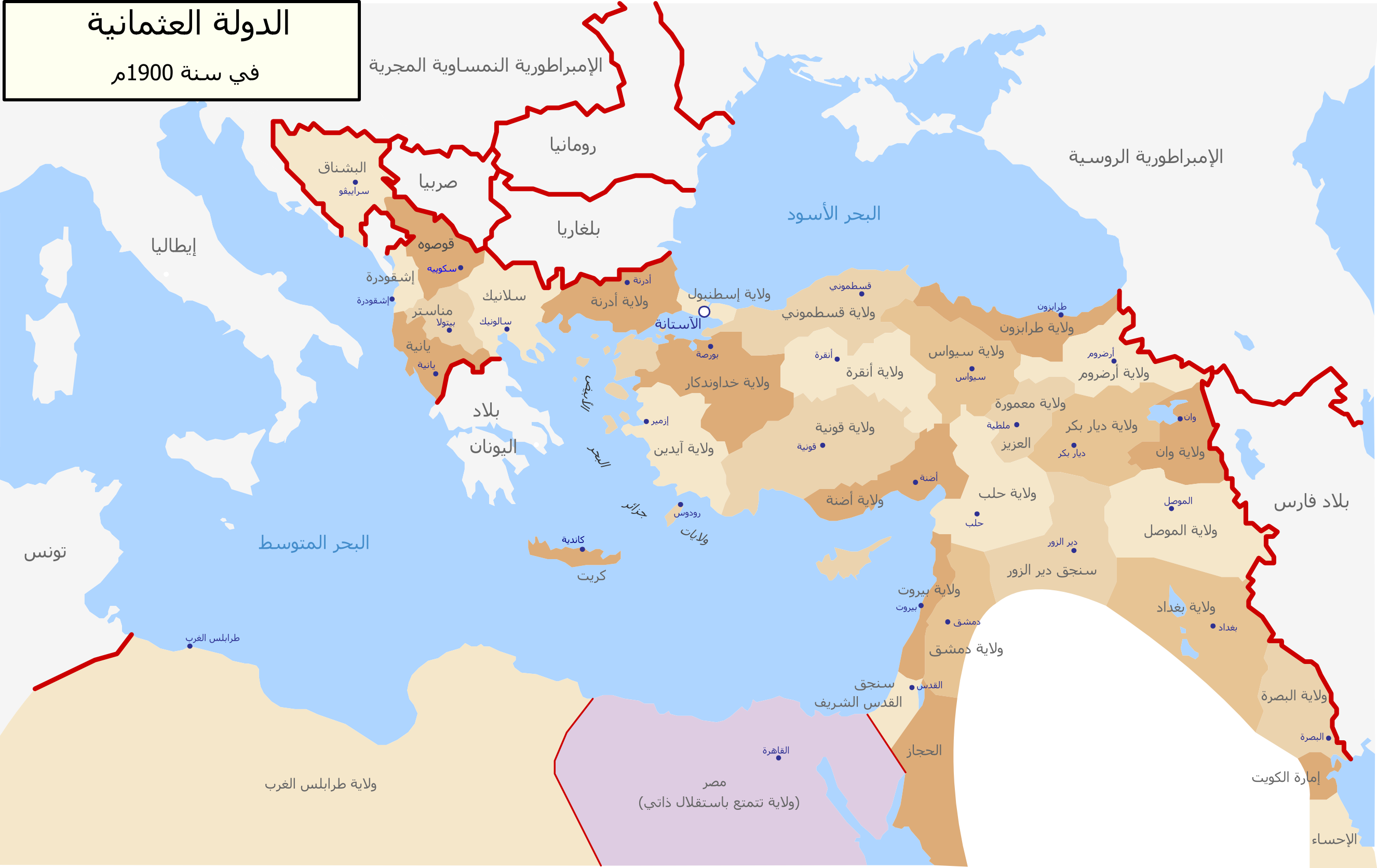
خارطة تظهر حدود الإمبراطورية العثمانية ومملكة اليونان عام 1900

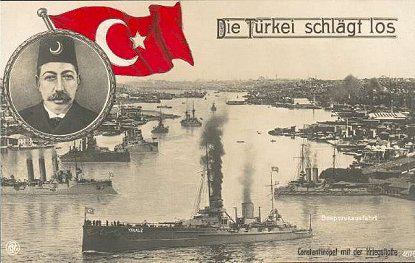
الأسطول العثماني في إسطنبول 1914

سباق التسلح البحري العثماني اليوناني هو سباق تسلح بحري بين الإمبراطورية العثمانية ومملكة اليونان بدأ عام 1909 وانتهى في 1914 بنشوب الحرب العالمية الأولى، وعلى الرغم من صغر حجم المملكة اليونانية (2.6 مليون نسمة عام 1912) مقارنة بالدولة العثمانية (26 مليون نسمة عام 1912) إلا أن اليونان استطاعت أن تصبح قوة بحرية تتفوق على العثمانيين وأن تفرض سيطرتها البحرية على بحر إيجة خلال حرب البلقان الأولى عام 1912 الأمر الذي مكنها من الاستيلاء على جميع الجزر العثمانية في بحر إيجة.

## الخلفية التاريخية

### الاسطول العثماني في عهد السلطان عبد الحميد (1876-1908)

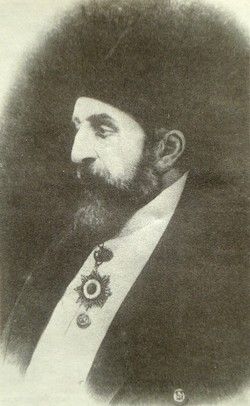
السلطان عبد الحميد الثاني

حينما تولى السلطان عبد الحميد الثاني حكم الدولة العثمانية في أغسطس 1876 كان الاسطول العثماني لايزال ثالث أكبر أسطول في العالم بعد بريطانيا وفرنسا ويرجع ذلك إلي السياسة التوسعية التي انتهجها سلفه السلطان عبد العزيز الأول (حكم: 1861-1876) في تعزيز حجم الاسطول حتي بلغ عدد قطعه في أخر عهده عام 1875 نحو 21 بارجة حربية و173 سفينة حربية من الأنواع الأخرى ليتبوأ بذلك المرتبة الثالثة بين أكبر اساطيل العالم إلا ان ذلك الانفاق السخي على الاسطول كان من العوامل الرئيسية التي أدت لاحقا إلى افلاس الدولة العثمانية عام 1875 وحينما تولى السلطان عبد الحميد الحكم عام 1876 بعد فترة قصيرة من اعلان الحكومة العثمانية افلاسها جعل اصلاح الحالة المالية للدولة من أهم أولوياته وانتهج سياسية مغايرة لسلفه تجاه الاسطول العثماني من حيث تقليص نفقاته وهو الأمر الدي أدى إلى تدهور حالة الاسطول فقد أهمل السلطان عبد الحميد الاسطول إلي الدرجة أنه جعل السفن في مراسيها دون صيانه وحالما انتهت الحرب الروسية العثمانية (1877-1878) قلص السلطان عبد الحميد عدد أفراد الأسطول إلى النصف وألغى طلبات الشراء لسفن حربية جديدة من بريطانيا وكان البعض يرى أن هذه السياسة التي انتهجها السلطان عبد الحميد تجاه الاسطول ناتجة من خشيته ان يشارك الاسطول العثماني في ثورة ضده، والذي سبق له ان شارك في خلع عمه السلطان عبد العزيز في مايو 1876 في حين يرى البعض الأخر أن السبب في نفور السلطان عبد الحميد من البحرية العثمانية هو أن السياسة التي انتهجها سلفه السلطان عبد العزيز في توسعة الاسطول كانت من العوامل الأساسية التي ادت إلي افلاس الدولة العثمانية عام 1875
من جهة أخرى دافع السلطان عبد الحميد عن نفسه بوجه هذه الاتهامات قائلا في مذكراته «يقولون إن الأسطول قد تدخل في عملية خلع السلطان عبد العزيز ولذلك أبطل عبد الحميد الأسطول وهذا كذب» وقد بين السلطان عبد الحميد سر سياسته في تحجيم الأسطول العثماني قائلا «لقد أثبتت هذه الحرب (حرب عام 1877) أن الأسطول لم يكن فعالا رغم كثرة عدده. ربابنة سفننا كلها تقريبا كانوا من الإنجليز يعني أن اسطولنا كان بيد الإنجليز... على هذا يمكن القول بأنه لم يكن لدينا أسطول. إنه يجلب علينا عداء كل من إنجلترا وفرنسا من ناحية، ولم يثبت فعاليته في أي عمل في الحرب من ناحية أخرى ولا يعقل المحافظة على شيء عديم الفائدة ينتج عن الضرر. أمرت بسحب الأسطول إلى الخليج (الخليج الذهبي) وهكذا أفهمت الإنجليز والفرنسيين انه ليس لدينا النية في ان ننافسهم في البحر الأبيض والحقيقة ان هذا التصرف جعل الإنجليز والفرنسيين يبتعدون عن التصادم بنا لفترة طويلة»

### الاسطول اليوناني في عهد الملك جورج (1863-1913)

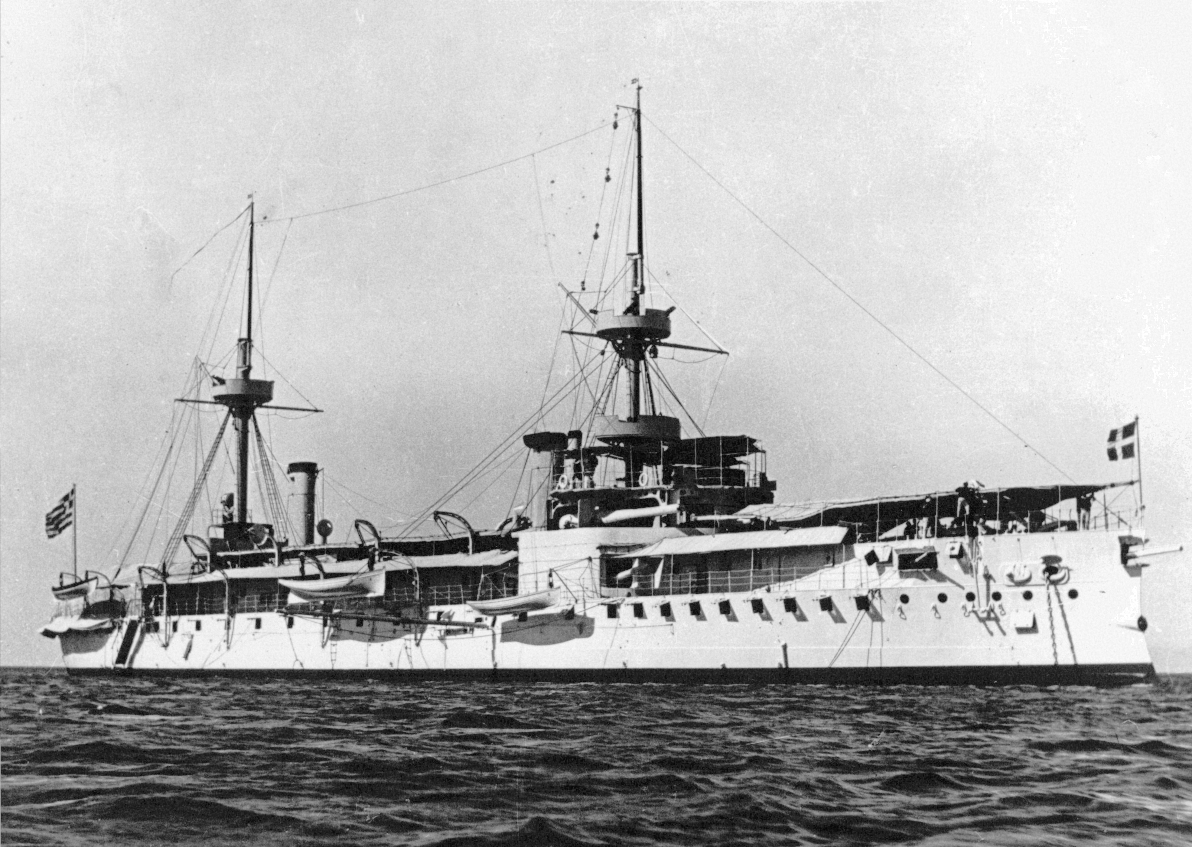
الدارعة هيدرا، واحدة من 3 دارعات من ذات الفئة طلبتها اليونان من فرنسا عام 1885

ظل الاسطول اليوناني مجرد قوة دفاع ساحلية صغيرة الحجم وخلال الفترة ما بين 1878 و 1885 اشترت اليونان 20 من زوارق الطوربيد ولم يزد حجم هذه الزوارق عن 85 طن  ، وقد كان الملك جورج يرغب بأن يرى اليونان تمتلك اسطولا من زوارق الطوربيد وأن لا تكون مثقلة بالدارعات الحربية المكلفة ماديا والتي لا تتناسب مع قدرات ومتطلبات بلاده، هذه الاستراتيجية جاءت في الوقت الذي كانت فيه زوارق الطوربيد تشكل تهديدا على الدارعات الحربية والتي كانت تعتمد على الرشاشات للدفاع الذاتي ضد زوارق الطوربيد إلا ان التطور التكنولوجي في العقد التاسع من القرن التاسع عشر (1880-1889) مكن الدارعات من وضع مدافع من أعيره صغيرة قادرة على الرمي 5 مرات أسرع من المدافع التقليدية وهو ما يمكنها من تدمير زوارق الطورييد قبل ان تصل إلى النطاق الذي يمكنها من اطلاق طوربيداتها، في عام 1885 دعى رئيس الوزاراء اليوناني تريكوبيس البعثة البحرية الفرنسية بهدف تطوير الاسطول اليوناني، وكان تريكوبيس يطمح في بناء قوة بحرية يونانية حيث طلب شراء 3 سفن حربية أكثر تدريعا وسرعة من أي سفينة يمتلكها الأتراك وتحقق ذلك بشراء 3 دارعات من فرنسا من فئة هيدرا (4808 طن) بسعر أجمالي يبلغ 26 مليون دارخما. وقد قامت الحكومة اليونانية في يونيو 1887 بالحصول على قرض بقيمة 135 مليون فرنك فرنسي بفائدة 5.95% وفترة سداد لمدة 75 سنة من بنك CEP الفرنسي لسداد قيمة الصفقة ولتسديد ديون الحكومة السابقة.

### الحرب العثمانية اليونانية 1897
أظهرت الحرب العثمانية اليونانية لعام 1897 ضعف الاسطول العثماني أمام البحرية اليونانية التي تفوقت ببوارجها الأكثر تسليحا وسرعة مما لدى العثمانيين والذين ولم يغامروا باخراج اسطولهم خارج مضيق الدردنيل خشية تعرضه للتدمير على يد الاسطول اليوناني وبعد انتهاء الحرب العثمانية اليونانية لعام 1897 أدرك السلطان عبد الحميد درجة السوء التي وصلت إليها حالة الاسطول العثماني وما يمثله ذلك من اضعاف الإمبراطورية العثمانية ٬ وبالرغم من سياسته التي انتهجها في تحجيم الاسطول العثماني إلا انه اضطر بعد انتهاء الحرب العثمانية اليونانية إلى تطوير للاسطول العثماني،
عرضت شركة التايمز للصناعات الحديدية على الحكومة العثمانية اتفاقية لبناء 3 بوارج حجم 10,000 طن و 3 طراريد حجم 6,000 طن مقابل إدارة احواض السفن في إسطنبول لمدة 5 سنوات إلا ان السلطان رفض العرض مدعيا معارضة روسيا للمشروع  ٬ من جهة أخرى فاوض السلطان الحكومة الألمانية لتطوير الاسطول العثماني ووافق في ديسمبر 1897 على خطة تطوير الاسطول التي تتضمن إعادة بناء سفينتين من القطع البحرية الأقدم وبناء 8 سفن جديدة (بارجتين وطرادين مدرعين وطرادين محميين وطرادين خفيفين) وعلى الرغم من ذلك فقد انسحبت الشركات الألمانية من المشروع بسبب رفضها الأسعار المقدمة من الحكومة العثمانية.
ورغم أن خطة التطوير العثمانية تتضمن أساسا تحديث السفن البحرية الأقدم وشراء 8 سفن جديدة (بارجتين وطرادين مدرعين وطرادين محميين وطرادين خفيفين) إلا أن السلطان عبد الحميد في نهاية المطاف لم يوافق إلا على تحديث محدود لعدد من السفن وعلى شراء طرادين محميين هما الطراد حميدية (3,830 طن)والطراد مجيدية (3,300 طن)
وقد بدأ برنامج التطوير عام 1898 حينما منحت شركة أنسالدو الإيطالية عقدا لتحديث الدارعة مسعودية (8,938 طن) والتي بنيت عام 1872 كما أرسلت الدارعة اسار توفيق (4,687 طن) والتي بنيت عام 1867 إلى كايل في ألمانيا لتحديثها وقد بلغت تكلفة تحديث الدارعة مسعودية 433,560 ليرة عثمانية أما تحديث الدارعة «اسار توفيق» فبلغت 280,000 ليرة كما منحت شركة أنسالدو عام 1903 عقدا لتحديث 3 دارعات هم «عون الله» (2,362 طن) «معين ظفر» (2,362 طن) «فتح بولند» (2,762 طن).
كما شمل برنامج التطوير شراء طرادين محميين عام 1900 هما الطراد حميدية بسعر 465,000 جنيه إسترليني والطراد مجيدية بسعر 355,000 ليرة تركية إضافة إلى شراء عدد من السفن الصغيرة بلغت 15 زورق طوربيد و4 مدمرات خلال الفترة ما بين 1901 و1906 ٬ ففي عام 1901 طلبت الحكومة العثمانية 9 زوارق طوربيد من شركة انسالدو الإيطالية منهم 7 زوارق من فئة انطاليا (حجم 165 طن) دخلوا الخدمة في ديسمبر 1906، وزورقين من فئة حميدي (حجم 145 طن) دخلوا الخدمة عام 1902.
وفي العام التالي (1902) طلبت الحكومة العثمانية زورقي طوربيد أخرين من فئة آقشهر (حجم 165 طن) من شركة انسالدو دخلوا الخدمة في صيف 1904، وأخرى الطلبات بالنسبة لزوارق الطوربيد هو ما جرى عام 1906 من التعاقد مع شركة شنايدر الفرنسية لبناء 4 زوارق طوربيد من فئة ديميرهيسار (حجم 97 طن) كما تعاقدت أيضا مع شركة أحواض سفن جيروند الفرنسية لبناء 4 مدمرات من فئة سامسون (حجم 284 طن) جميعهم دخلوا الخدمة عام 1907.
من جهتها قامت اليونان في عام 1905 بتعزيز اسطولها عبر شراء 8 مدمرات، 4 من فئة نيكي (350 طن) من شركة فولكان الألمانية ومدمرات 4 أخريات من فئة ثيلا (350 طن) من شركة ياروز البريطانية، دخلوا الخدمة عام 1907.

### تطوير الاسطول العثماني في عهد المشروطية الثانية
تمكنت ثورة تركيا الفتاة عام 1908 من إعادة العمل بالدستور العثماني وأدت الاحداث إلى خلع السلطان عبد الحميد الثاني عام 1909 وتعيين شقيقه محمد الخامس بدلا منه، وقد سعت الحكومة العثمانية الجديدة إلى تطوير القوة العسكرية العثمانية بما فيها الأسطول، وقد أعدت البحرية العثمانية عام 1909 برنامجا طموحا لتطوير الأسطول العثماني مدته 5 سنوات لتطوير الاسطول العثماني، يتضمن البرنامج انفاق حوالي 19 مليون ليرة عثمانية لشراء 46 سفينة خلال الفترة ما بين 1909 و1913 وذلك على النحو المبين بالجدول التالي.
| نوع السفينة          | حجم الإزاحة (بالطن) | 1909 | 1910 | 1911 | 1912 | 1913 | سعر السفينة (بالليرة) | التكلفة الإجمالية (بالليرة) |
| 6 بوارج دريدنوت      | 23,000              | 1    | 2    | 1    | 1    | 1    | 2,000,000             | 12,000,000                  |
| 4 سفن قيادة أسطول    | 2,500               | 0    | 2    | 2    | 0    | 0    | 350,000               | 1,400,000                   |
| 20 مدمرة             | 1,000               | 0    | 4    | 6    | 5    | 5    | 350,000               | 1,400,000                   |
| 6 غواصات             | 500                 | 0    | 2    | 2    | 1    | 1    | 80,000                | 480,000                     |
| 1 سفينة انقاذ غواصات | -                   | 0    | 1    | 0    | 0    | 0    | 100,000               | 100,000                     |
| 2 زارعة ألغام        | 1,300               | 0    | 1    | 0    | 1    | 0    | 130,000               | 260,000                     |
| 1 سفينة اصلاح        | 5,000               | 0    | 1    | 0    | 1    | 0    | 200,000               | 200,000                     |
| 2 سفينة انقاذ        | 500                 | 0    | 1    | 0    | 0    | 0    | 50,000                | 100,000                     |
| 3 أحواض جافة         | -                   | 0    | 1    | 0    | 1    | 1    | 200,000               | 200,000                     |
| 1 سفينة تدريب        | 4,000               | 0    | 0    | 1    | 0    | 0    | 130,000               | 260,000                     |
| الإجمالي             | -                   | 1    | 15   | 12   | 10   | 8    | -                     | 18,960,000                  |
| -------------------- | ------------------- | ---- | ---- | ---- | ---- | ---- | --------------------- | --------------------------- |

## سباق التسلح

### المرحلة الأولى (1909-1910)

#### شراء الطراد المدرع أفيروف

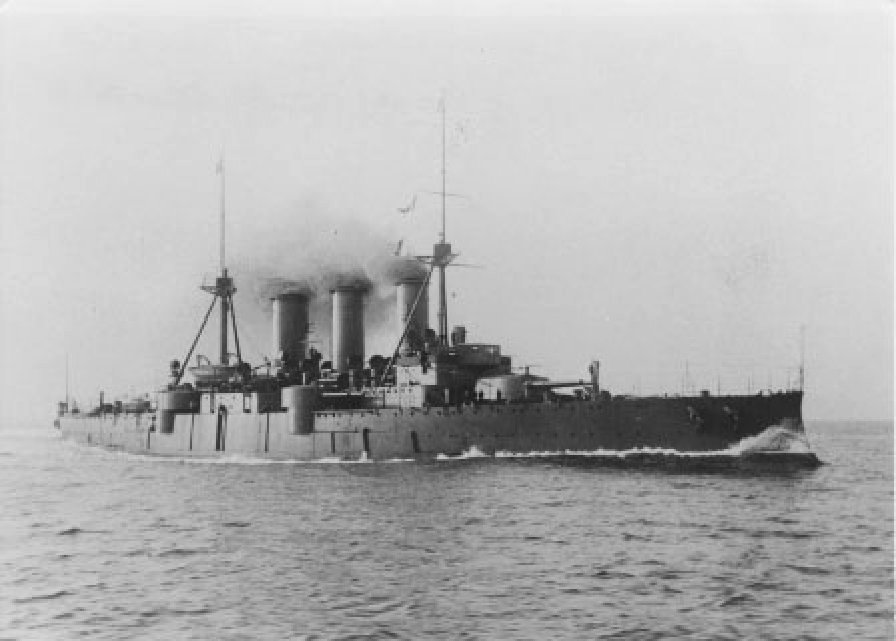
الطراد المدرع جيورجيوس أفيروف

في خريف عام 1909 علم العثمانيون ان الحكومة اليونانية تتفاوض مع شركة أورلاندو لبناء السفن في ليفورنو بإيطاليا وذلك من أجل شراء طراد مدرع من فئة بيزا (حجم 10,200 طن) فحاول العثمانيون تقديم عرض لشراء الطراد إلا انهم ابلغوا في 30 نوفمبر 1909 بأن الطراد قد بيع لليونان  وكانت شركة أورلاندو الإيطالية قد صنعت 3 طراريد مدرعة من فئة بيزا لحساب الحكومة الإيطالية الإ أن الطراد الثالث ألغي لاسباب مالية والذي كان غير مكتمل البناء آنذاك وقد قررت شركة أورلاندو اكمال بنائه لحساب أي طرف يسارع في ايداع ثلث قيمة الطراد كعربون فقامت اليونان في 24 اكتوبر 1909 بايداع المبلغ المطلوب وهو 8 ملايين دراخما واسمته طراد جيورجيوس أفيروف المدرع وبلغت تكلفة شراءه 24 مليون دراخما (950,750 باوند استرليني)  وكانت تكلفة شرائه كبيرة بالمقارنة مع إيرادات الحكومة اليونانية (125 مليون دراخما عام 1906)، جاء مبلغ 8 ملايين دراخما من ميراث التاجر اليوناني جورجيس أفيروف والذي أوصى بها لصالح البحرية اليونانية فيما مولت الحكومة اليونانية باقي المبلغ  وقد انضم الطراد أفيروف إلى البحرية اليونانية في 1910.

#### شراء بارجتين من فئة براندينبورغ

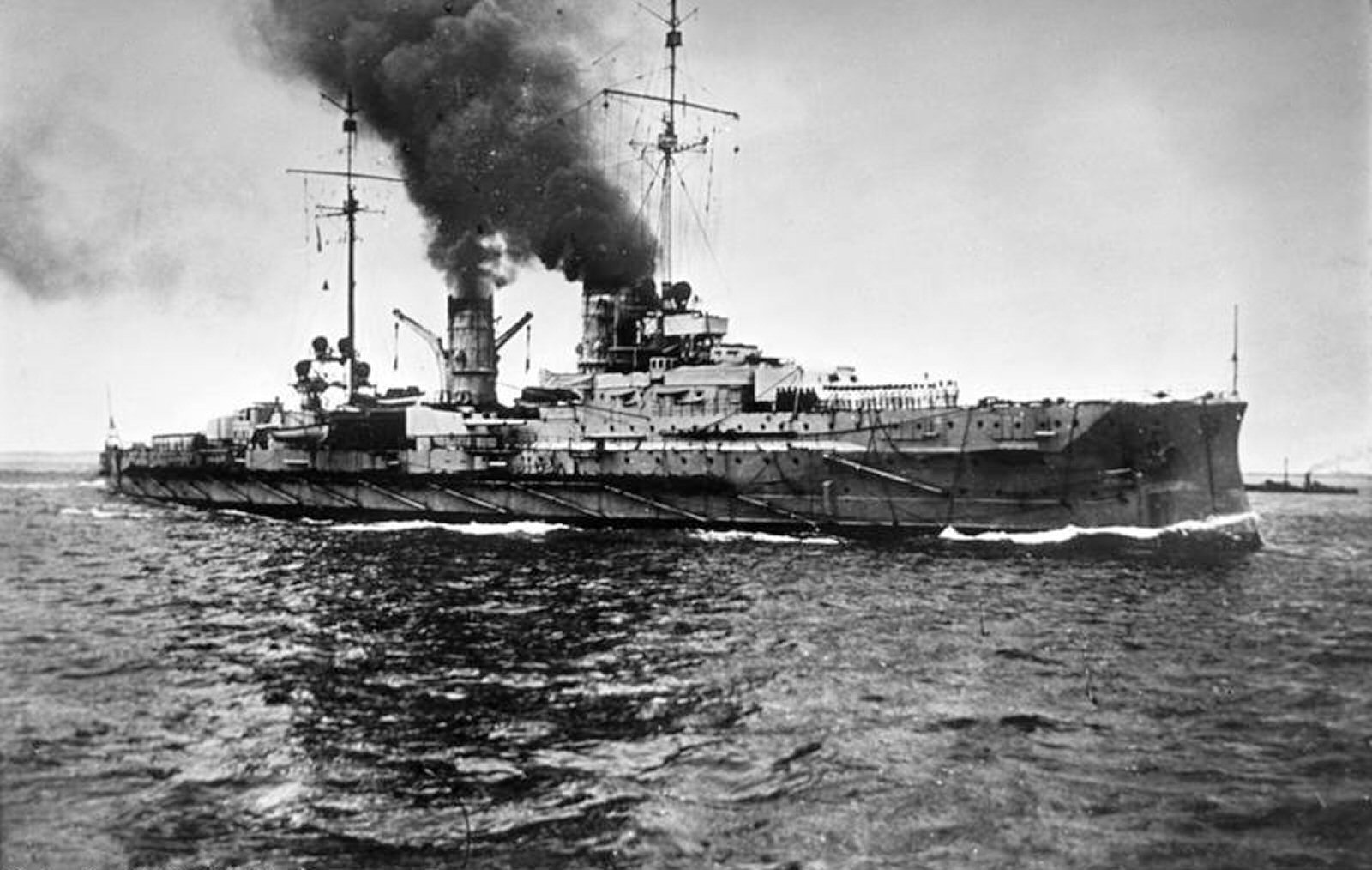
الطراد المدرع بلوخر

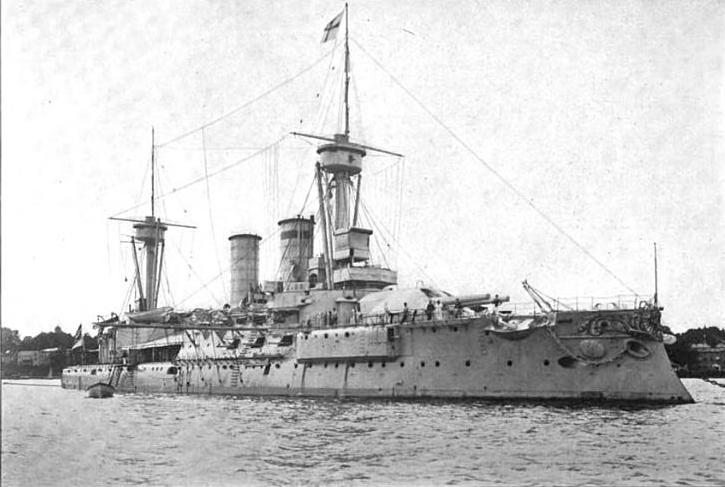
البارجة خير الدين بارباروسا من فئة براندينبورغ

تسبب شراء اليونان للطراد أفيروف إلى نشوب حالة من الهلع لدى القيادة البحرية العثمانية فالطراد الجديد يتفوق على جميع قطع الاسطول العثماني، ورأت القيادة العثمانية ان الاجراء المضاد الذي يجب أن يتخذ تجاه أفيروف هو الحصول على سفن جديدة. فبادرت الحكومة العثمانية في عام 1910 في طلب شراء طراد مدرع من ألمانيا، وقد عرضت البحرية الألمانية الطرد المدرع بلوخر (حجم 17,500 طن) على العثمانيين إلا ان القيصر أصر أن يكون سعر البيع مساويا لقيمة طراد معركة حديث أي ما يعادل 44 مليون مارك ألماني (2.15 مليون باوند استرليني) وعلى الرغم من رغبة العثمانيين بشراء الطراد بلوخر إلا أنهم اعترضوا على السعر المبالغ به.
قدم العثمانيون عرضا جديدا، لشراء طراد المعركة مولتكه (25,400 طن) بنفس سعر الطراد بلوخر إلا أن الألمان لم تكن لديهم رغبة ببيع الطراد مولتكه فضلا عن أن البعثة البحرية البريطانية في إسطنبول هي التي تشرف على الاسطول العثماني ولم يكن للبحرية الألمانية رغبة في أن تكون أحدث تقنياتها البحرية تجرب بيد ضباط بريطانيين.
في نهاية المطاف قدم الالمان عرضا للعثمانيين في 15 يوليو 1910 لبيع 4 بوارج من فئة براندينبورغ (10,670 طن) يعود تاريخ بنائهم إلى عام 1890 وقد تم تجديدهم حديثا، ويتضمن تسليحهم ستة مدفع عيار 280 ملم وبذلك هم أفضل تسليحا من الطراد أفيروف وأكثر تدريعا منه ،
وقد حدد السعر بمبلغ 10 ملايين مارك لكل بارجة  وقد وافقت الدولة العثمانية في 5 أغسطس على شراء بارجتين منهم كما تضمنت الصفقة شراء 4 مدمرات حديثة (حجم 765 طن) بسعر 100 ألف ليرة تركية للمدمرة الواحدة  وقد قدم الألمان عرض تمويلي فريد لدفع تكاليف الصفقة، حيث عرضوا رفع الحجز على الحساب البنكي المملوك للسلطان المخلوع عبد الحميد الثاني في بنك دويتشه الألماني وهو ما يمكنه أن يغطي نصف القيمة الإجمالية للصفقة وكان رصيد السلطان عبد الحميد في بنك دويتشه يبلغ حوالي 13 مليون مارك ألماني.

#### شراء غواصات من فئة دولفين
في المقابل واصلت الحكومة اليونانية تعزيز اسطوالها فتعاقدت في سبتمبر 1910 مع شركة شنايدر لبناء السفن في طولون بفرنسا لشراء غواصتين من فئة دولفين (حجم 460 طن) أكتمل بنائهما في أغسطس 1912.

### المرحلة الثانية (سباق بوارج دريدنوت 1911-1914)

#### شراء بارجتين دريدنوت من فئة رشادية

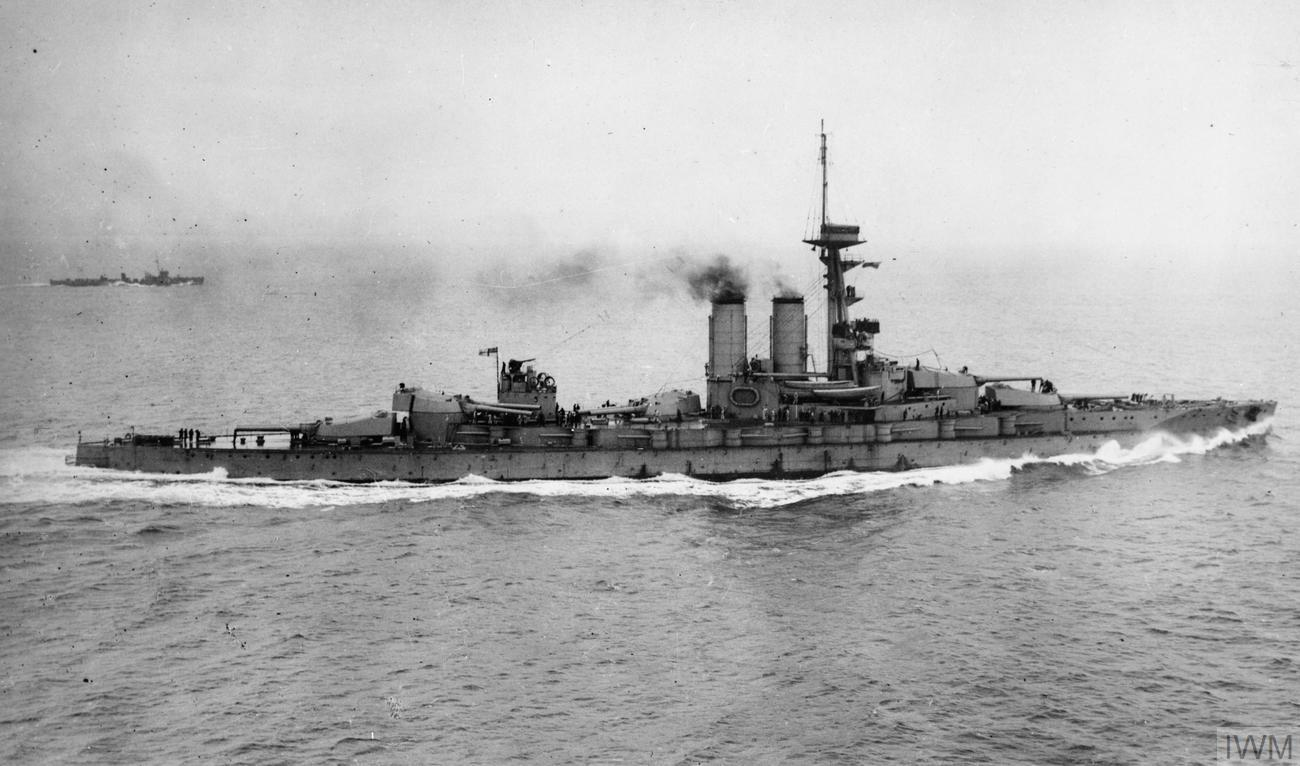
البارجة رشادية

كانت الحكومة العثمانية تطمح للحصول على مجموعة صغيرة من بوارج دريدنوت معتقدة ان ذلك سيمكنها من تحقيق التفوق الإقليمي البحري على غرمائها ولهذا تعاقدت الدولة العثمانية في 27 يوليو 1911 مع شركتي فيكرز وارمسترونغ لبناء بارجتين دريدنوت «من فئة رشادية» بمبلغ 1,796,500 باوند استرليني للبارجة الواحدة تدفع خلال 22 شهر من توقيع العقد على 8 اقساط.
اشعل شراء العثمانيين لبارجتين دريدنوت شرارة سباق التسلح البحري في منطقة البلقان وهو الأمر الذي لا تستطيع الدول الإقليمية تحمل تكلفته المادية لكن وفي الوقت نفسه لم تستطع تجاهله كانت بوارج دريدنوت التي طلبتهم الحكومة العثمانية من بريطانيا تتفوق بالتسليح على أي سفينة تمتلكها البحرية اليونانية أو حتي البحرية الإيطالية بل وحتي سفن الاسطول الروسي في البحر الاسود دفع حصول العثمانيين على بوارج دريدنوت الحكومة الروسية إلى تعزيز اسطولها بالبحر الأسود عن طريق بناء ثلاث بوارج دريدنوت جديدة، فالاسطول العثماني لم يكن له وجود في البحر الاسود منذ الحرب الروسية العثمانية عام 1878 وعودة الاسطول للحياة من جديد بشكل مفاجئ لم تكن بالخبر السار لحكومة القيصر
على الرغم من طموح الخطة العثمانية الرامية لتوسيع الاسطول البحري إلا أن اصطدمت بمشكلة تمويل نفقات الصفقة فلم تترك الحروب المتتالية للخزانة العثمانية اموالا تمكنها من دفع الأموال شراء كلتا السفينتين ولذلك ألغت الحكومة العثمانية السفينة الثانية المتعاقد عليها مع شركة ارمسترونغ حيث سرعان ما اشتبكت الدولة العثمانية بعد شهرين من الصفقة بحرب مع إيطاليا والتي اندلعت في 29 سبتمبر 1911 وما إن انتهت الحرب في 18 أكتوبر 1912 حتي نشبت حرب جديدة في البلقان بين العثمانيين من جهة وصربيا وبلغاريا واليونان الجبل الأسود جهة أخرى وذلك في في أكتوبر 1912 وتسببت الحروب لخسارة الدولة العثمانية اجزاء واسعة من اراضيها.
أما شركة فيكرز فقد انجزت بناء سفينتها عام 1914 ويرجع الفضل في ذلك للشروط التمويلية الميسرة التي قدمتها الشركة للحكومة العثمانية فقد تم تسديد الدفعات المالية مقابل سندات لأجل 6 سنوات تخصم من قبل بنك تركيا الوطني وقيمة الفائدة التي يجب دفعها هي 285,000 باوند استرليني.
وبالرغم من اكتمال بناء السفينة رشادية عام 1914 إلا انها لم تسلم للعثمانيين بسبب نشوب الحرب العالمية الأولى وصادرتها الحكومة البريطانية.

#### اندلاع الحرب العثمانية الإيطالية (1911-1912)
اندلعت في 29 سبتمبر 1911 الحرب العثمانية الإيطالية ٬ وتمكنت البحرية الإيطالية من فرض سيطرتها على البحر الأبيض المتوسط واستطاع الإيطاليون الاستيلاء على كامل ليبيا وخسرت الدولة العثمانية عدة قطع بحرية خلال الحرب ٬ ففي معركة بيروت خسرت الدارعة «عون الله» وزورق الطوربيد أنقرة ٬ وفي اشتباك بحري قرب إيغومنيتسا خسر العثمانيين زورقي الطوربيد هما الزورقين حميدية والباغوت.

### 1912

المدمرة بانثر من فئة إيتوس

#### شراء البارجة سلاميس
كان الرد اليوناني على قيام العثمانيين بشراء بارجة دريدنوت، قيام الحكومة اليونانية بالتعاقد من شركة فولكان الألمانية في هامبورغ لبناء بارجة دريدنوت حملت اسم «سلاميس» (19,500 طن) في يوليو 1912 وذلك مقابل 1,693,000 جنيه استرليني على ان تسلم في مارس 1915.
كما قامت اليونان بتعزيز اسطولها بشراء 4 مدمرات حديثة من بريطانيا (إيراكس وبانثر وليون وإيتوس)، وكانت هذه المدمرات قد صنعت لحساب حكومة الأرجنتين إلا ان الأخيرة فسخت العقد بسبب صعوبات مالية فقامت اليونان بشراء السفن بسعر 148,000 باوند استرليني للمدمرة الواحدة.

#### اندلاع حرب البلقان الأولى (1912-1913)
اندلعت في 8 أكتوبر 1912 حرب البلقان الأولى بين الدولة العثمانية من جهة وبين دول اتحاد البقان وكانت اليونان أكبر دول اتحاد البلقان من حيث القوة البحرية ٬ حيث كانت البحرية اليونانية تتألف من طراد مدرع حديث بني عام 1910 (الطراد المدرع أفيروف) و6 مدمرات حديثة بنيت عام 1912 (4 من فئة وايلد-بيست 880 طن و2 من فئة في-كلاس 570 طن) و8 مدمرات أخرى بنيت عام 1906 (4 من فئة نيكي 350 طن و4 من فئة ثيلا 350 طن) و3 دارعات قديمة (من فئة هيدرا 4808 طن) و19 زورق طوربيد.
وبفضل تفوقها البحري تمكنت اليونان من فرض سيطرتها على بحر إيجة وهزيمة الأسطول العثماني في معركتين بحريتنا هما معركة الدردنيل البحرية ومعركة ليمنوس.

### 1913

#### شراء البارجة السلطان عثمان الأول
في أكتوبر 1913 عرضت البرازيل البارجة ريو دي جانيرو والتي لازالت تبنى في بريطانيا للبيع بسبب صعوبات مالية واجهتها الحكومة البرازيلية، وقد قامت الدولة العثمانية بشراء البارجة في 28 ديسمبر 1913 ودفعت 2.750 مليون باوند استرليني رغم انها لم تسلم للعثمانيين ابدا حيث استولت عليها بريطانيا عقب نشوب الحرب العالمية الأولى في 1914

### 1914

#### شراء البارجة بريتن
ردت الحكومة اليونانية على شراء العثمانيين للبارجة السلطان عثمان الأول بأن تعاقدت مع فرنسا على بناء سفينة مدرعة بحرية من فئة بريتن (25,000 طن).

#### شراء البارجة السلطان محمد الفاتح
واصل العثمانيين زيادة حجم اسطولهم، ففي بريطانيا تعاقدوا مع شركة فيكرز في مايو من هذه السنة لبناء طرادين خفيفين (4,330 طن) وغواصتين و4 مدمرات (1,100 طن)، كما قاموا في يوليو 1914 بالتعاقد مع فيكرز لبناء بارجة دردنوت تحمل اسم «السلطان محمد الفاتح».
أما في فرنسا فتعاقدت الدولة العثمانية في 30 أبرايل 1914 على شراء غواصتين من شركة شنادير بقيمة 2.2 مليون فرنك للغواصة الواحدة كما تعاقدت مع شركة فوروج شانتي دولا ميديتيراني لبناء 6 مدمرات ومع شركة نورماند لبناء 6 زوارق طوربيد.

#### اندلاع الحرب العالمية الأولى

##### حجم الاسطول العثماني
حينما اندلعت الحرب العالمية الأولى في صيف عام 1914 كان الاسطول العثماني يتألف من القطع البحرية التالية:
- بارجتين ما قبل-دريدنوت (البارجة خير الدين بارباروسا، البارجة درغوث رئيس)
- طرادين (الطراد مجيدية، الطراد حميدية)
- 8 مدمرات (4 من فئة سامسون و4 من فئة معاونت ملي)
- 4 زوارق طوربيد (جميعهم من فئة ديميرهيسار)
- دارعتين (الدارعة معين ظفر، والدارعة مسعودية)

وإضافة إلى ما سبق فقد انضم الاسطول الألماني في البحر المتوسط في منتصف أغسطس 1914 إلى البحرية العثمانية وذلك بعد هروبه من مطاردة السفن البريطانية وقد تألف الاسطول الألماني من سفينتين
- الطراد المدرع ياووز السلطان سليم
- الطراد الخفيف «ميديلي».

##### حجم الاسطول الروسي
حينما اندلعت الحرب عام 1914 تألف الاسطول الروسي من القطع التالية:
- 5 بوارج ما قبل-دريدنوت
- طرادين
- 13 مدمرة
- 4 زوراق طوربيد
- 4 غواصات
- 3 زوارق مدفعية

وإضافة إلى قطع الاسطول كان هنالك 4 بوارج دريدنوت قيد البناء عام 1914 وقد انضافت أول بارجتين إلى اسطول البحر الأسود الروسي في سبتمر ونوفمبر 1915 في حين انضافت الثالثة للاسطول عام 1917. كما كان هنالك 14 مدمرة و11 غواصة قيد البناء عند اندلاع الحرب عام 1914.

## موقف القوى الأوروبية

### الإمبراطورية الروسية
علمت الحكومة الروسية منذ عام 1910 بنية الأتراك شراء بوارج دريدنوت من الخارج، وأنهم تعاقدوا بالفعل على شراء بارجتين دريدنويت سوف تدخلان الخدمة عام 1914، كانت كل سفينة من هاتين السفينتين تتفوقان بالقوة النارية على جميع قطع الأسطول الروسي في البحر الأسود مجمتعة، وهو ما يمنح البحرية العثمانية التفوق العسكري في منطقة البحر الأسود ، وكانت المشكلة التي تعاني منها روسيا هو عدم قدرتها على عبور سفنها الحربية المضائق التركية (مضيق البسفور ومضيق الدردنيل) فليس باستطاعتها نقل سفنها من بحر البلطيق إلى البحر الأسود ولا حتى شراء السفن من الخارج وإدخالها إلى البحر الأسود الأمر الذي يجعلها مجبرة على بناء السفن داخل احواضها في البحر الأسود وهو أكثر كلفة بنسبة 60% من بناء السفن في بريطانيا أو فرنسا ويتطلب وقتا أطول بمقدار الضعف.
في مايو 1911 أقر مجلس الدوما تخصيص مبلغ 150 مليون روبل لأسطول البحر الأسود وذلك لبناء 3 بوارج دريدنوت (من فئة الإمبراطورة ماريا 23,789 طن) و9 مدمرات (من فئة درزكي 1,100 طن) وطرادين خفيفين و6 غواصات، كما أقر قبيل اندلاع الحرب العالمية الأولى مشروع لزيادة حجم اسطول البحر الأسود بإضافة بارجة دريدنوت وطرادين خفيفين و8 مدمرات و6 غواصات.